# 가정교사
가정교사(家庭教師)는 개인을 대상으로 가정에서 학습지도를 맡고 있는 사적인 교사이다. 고대 그리스에서는 노예 계급에 해당하는 사람들이 가정교사 구실을 하였고, 중세 이후 유럽에서는 상류층 자녀들이 학교를 가지 않고 전문적으로 가정교사로부터 지식을 습득했다. 그 후 학교 교육이 발달함에 따라 가정교사의 필요성이 감소되었다.

## 같이 보기
- 교육조교